# Беккерель (единица измерения)
Беккере́ль (русское обозначение: Бк; международное: Bq) — единица измерения активности радиоактивного источника в Международной системе единиц (СИ). Один беккерель определяется как активность источника, в котором за одну секунду происходит в среднем один радиоактивный распад. 
Беккерель — производная единица, имеющая специальные наименование и обозначение, через основные единицы СИ выражается следующим образом:
Бк = с−1.
Единица названа в честь французского учёного Антуана Анри Беккереля. Название принято XV  Генеральной конференцией по мерам и весам в 1975 году. В соответствии с правилами СИ, касающимися производных единиц, названных по имени учёных, наименование единицы беккерель пишется со строчной буквы, а её обозначение «Бк» — с заглавной.
Во всех случаях, когда речь идёт об измерении радиоактивности, предпочтительно использовать беккерель вместо с−1. Это правило принято для того, чтобы предотвратить неправильную интерпретацию и привлечь внимание к возможной опасности измеренной величины для здоровья людей.
Беккерель — маленькая единица измерения, на практике обычно используются кратные единицы, образованные с помощью десятичных приставок. Однако в исследованиях крайне редких радиоактивных процессов используются и дольные единицы (милли- и микробеккерели).
Для измерения активности используется также внесистемные единицы измерения кюри и (в последнее время редко) резерфорд:
1 Ки = 3,7⋅1010 Бк (точно) = 37 ГБк.
1 Бк ≈ 2,703⋅10−11 Ки.
1 Рд = 1⋅106 Бк (точно) = 1 МБк.
1 Бк = 1⋅10−6 Рд (точно).
Для измерения удельной (массовой), объёмной и поверхностной активности используются соответственно единицы беккерель на килограмм (Бк/кг), беккерель на кубический метр (Бк/м3), беккерель на квадратный метр (Бк/м2), а также их различные производные (Бк/г, Бк/т; Бк/л, Бк/см3; Бк/м2 и т. д.).

## Кратные и дольные единицы
Десятичные кратные и дольные единицы образуют с помощью стандартных приставок СИ.
| Кратные                                               | Кратные         | Кратные     | Кратные     | Дольные  | Дольные         | Дольные     | Дольные     |
| величина                                              | название        | обозначение | обозначение | величина | название        | обозначение | обозначение |
| ----------------------------------------------------- | --------------- | ----------- | ----------- | -------- | --------------- | ----------- | ----------- |
| 101 Бк                                                | декабеккерель   | даБк        | daBq        | 10−1 Бк  | децибеккерель   | дБк         | dBq         |
| 102 Бк                                                | гектобеккерель  | гБк         | hBq         | 10−2 Бк  | сантибеккерель  | сБк         | cBq         |
| 103 Бк                                                | килобеккерель   | кБк         | kBq         | 10−3 Бк  | миллибеккерель  | мБк         | mBq         |
| 106 Бк                                                | мегабеккерель   | МБк         | MBq         | 10−6 Бк  | микробеккерель  | мкБк        | µBq         |
| 109 Бк                                                | гигабеккерель   | ГБк         | GBq         | 10−9 Бк  | нанобеккерель   | нБк         | nBq         |
| 1012 Бк                                               | терабеккерель   | ТБк         | TBq         | 10−12 Бк | пикобеккерель   | пБк         | pBq         |
| 1015 Бк                                               | петабеккерель   | ПБк         | PBq         | 10−15 Бк | фемтобеккерель  | фБк         | fBq         |
| 1018 Бк                                               | эксабеккерель   | ЭБк         | EBq         | 10−18 Бк | аттобеккерель   | аБк         | aBq         |
| 1021 Бк                                               | зеттабеккерель  | ЗБк         | ZBq         | 10−21 Бк | зептобеккерель  | зБк         | zBq         |
| 1024 Бк                                               | йоттабеккерель  | ИБк         | YBq         | 10−24 Бк | иоктобеккерель  | иБк         | yBq         |
| 1027 Бк                                               | роннабеккерель  | РнБк        | RBq         | 10−27 Бк | ронтобеккерель  | рнБк        | rBq         |
| 1030 Бк                                               | кветтабеккерель | КвБк        | QBq         | 10−30 Бк | квектобеккерель | квБк        | qBq         |
| рекомендовано к применению применять не рекомендуется |                 |             |             |          |                 |             |             |

## Беккерель и герц
Кроме беккереля в СИ существует ещё одна производная единица, равная секунде в минус первой степени (1/с): таким соотношением с секундой связан герц. Существование двух равных, но имеющих различные названия единиц, связано с различием сфер их применения: беккерель используется только для случайных процессов распада радионуклидов, а герц —  только для периодических процессов. Хотя использовать обратные секунды в обоих случаях было бы формально правильно, использование различных названий единиц подчёркивает различие природы соответствующих физических величин.